# Saltfjellet-Svartisen Nemzeti Park
A Saltfjellet-Svartisen Nemzeti Park Norvégia északi Nordland megyéjében, Saltdal, Beiarn, Meløy, Rana, Rødøy, és  Bodø község területén található, a Skandináv-hegységben. Területe szerint ez a negyedik legnagyobb nemzeti park Norvégiában.

## Földrajza
A Saltfjellet-Svartisen védett területének tájképe rendkívül változatos. A nyugati részélén elhelyezkedő Nordfjordtól gleccsereken és 1500 méter magas hegyeken keresztül a keleti termékesz folyóvölgyekig és nyílt fennsíkokig terjed. Nyugati részén található a 370 km² területű Svartisen gleccser, amelyik az elmúlt évtizedekben az olvadás révén két részre bomlott. Keleten található a Saltfjellet hegyvidéke. Itt található a nemzeti park legmagasabb hegye, az 1.751 m magas Ørfjellet. A park déli részén halad át az északi sarkkör.
A hegyvidék uralkodó kőzete itt a mészkő, ezért számos karszt-barlang is található a nemzeti parkban.

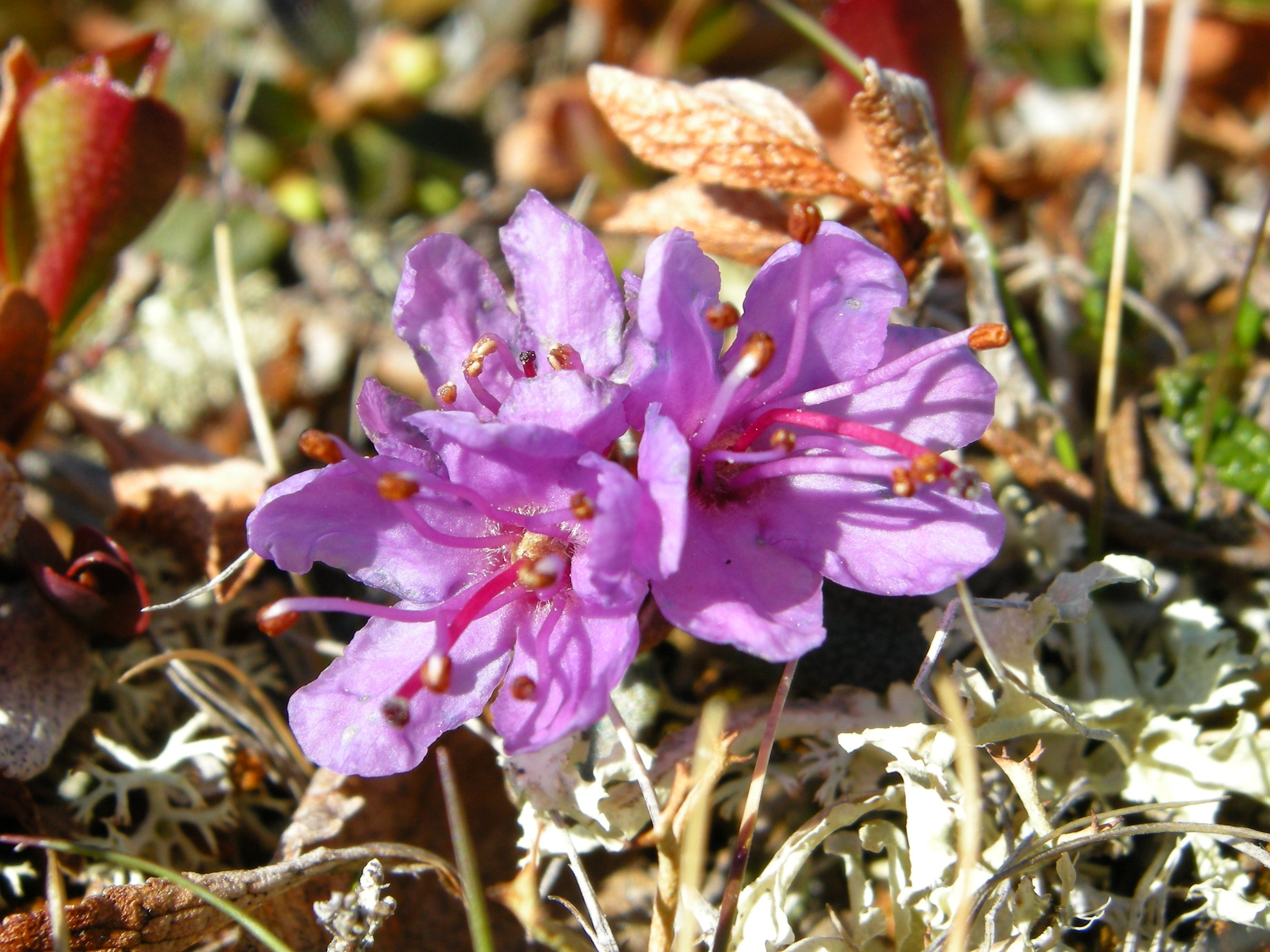
Sarki rododendron (Rhododendron lapponica)

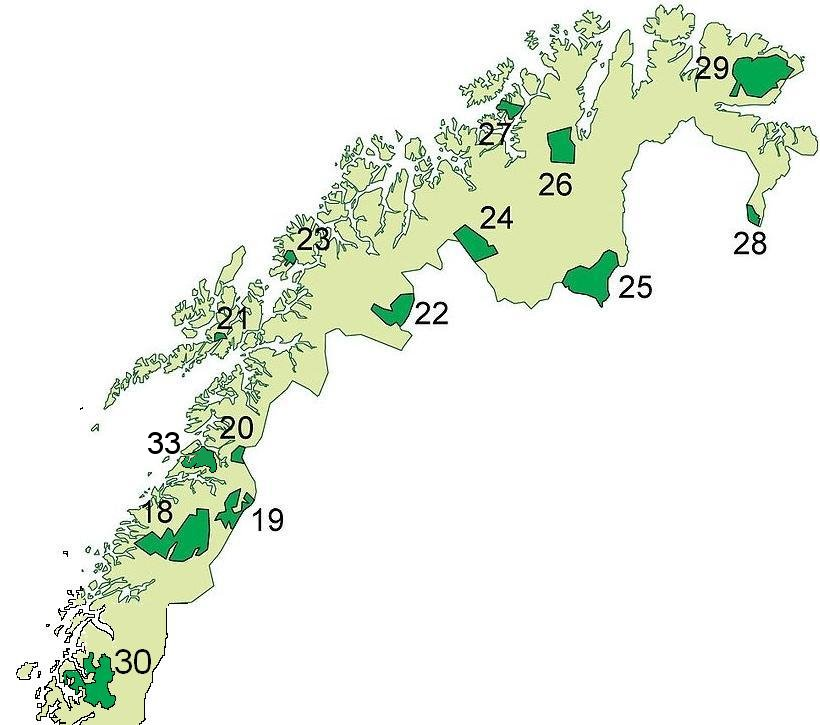
Észak-Norvégia nemzeti parkjai. A Saltfjellet-Svartisen a 18. számú

## Növényzete és állatvilága
Számos növényfaj elterjedésének északi, illetve déli határa húzódik a területen. A mészkőtalaj is hozzájárul a flóra gazdaságához. A ritka havasi magcsákó és a rododendron egyik faja (Rhododendron lapponicum) is megtalálható itt.
Az Eurázsiai hiúz és a rozsomák mindenfelé megtalálható a területen. A jávorszarvas inkább a völgyekben él.

## Kulturális örökség
A számik megtelepülésének legrégebbi emlékei (áldozati helyek, csapdák, kerítések) a 9. századból származnak. A 16. század óta rendszeres itt az általuk folytatott rénszarvastenyésztés. Néhány völgyben már a 19. században megtelepedtek a norvég parasztok.

## Turizmus és igazgatás
A park területén 15 menedékház található turisták számára. Az E6-os út mentén, a junkerdal Nemzeti Parkhoz is közel található Nordland megye nemzeti parkjainak információs központja (Nordland nasjonalparksenter).

## Fordítás
- Ez a szócikk részben vagy egészben a Saltfjellet-Svartisen nasjonalpark című norvég Wikipédia-szócikk ezen változatának fordításán alapul.  Az eredeti cikk szerkesztőit annak laptörténete sorolja fel. Ez a jelzés csupán a megfogalmazás eredetét és a szerzői jogokat jelzi, nem szolgál a cikkben szereplő információk forrásmegjelöléseként.